# Kool-Aid Man (jeu vidéo, Atari 2600)
Pour le jeu vidéo sorti sur Intellivision, voir Kool-Aid Man (jeu vidéo, Intellivision).
Kool-Aid Man est un jeu vidéo publicitaire développé par Mattel Electronics et publié par M Network, sorti en 1983 sur la console Atari 2600. Il met en scène Kool-Aid Man, un pichet anthropomorphe à pattes d'éléphant, mascotte de la marque de préparation pour boisson Kool-Aid, alors propriété de General Foods. Mattel a également développé une version Intellivision, mais il s'agit d'un jeu totalement différent.
Le jeu a d'abord été distribué uniquement par correspondance, en échange de preuves d'achats de la préparation pour boisson, avant d'être vendu de façon traditionnelle.

## Système de jeu
Des Thirsties (« Assoiffés »), créatures anthropomorphes en forme de soleil, ennemies de Kool-Aid Man, cherchent à étancher leur soif en buvant l'eau d'une piscine. Le joueur doit les rafraîchir avec l'aide de Kool-Aid Man et de sa boisson fruitée avant que la piscine soit entièrement vide.

## Développement
Fin 1982, Mattel vient de passer un accord de principe pour la sortie, simultanément sur Intellivision et Atari 2600, d'un jeu basé sur le personnage de Kool-Aid Man, dans le cadre de la nouvelle campagne publicitaire de General Foods. Le jeu doit être livré 6 mois plus tard. Les discussions sont tendues, entre le service marketing de Mattel et l'équipe de programmeurs, sur la façon de gérer au mieux un délai aussi court et les contraintes de chaque plateforme. Il est finalement décidé de développer deux jeux différents, chacun exploitant au mieux les possibilités de sa machine.
C'est Steve Tatsumi, vainqueur d'un concours d'idées interne, qui est chargé de la conception et de la programmation de cette version Atari 2600, abandonnant Swordfight sur lequel il travaillait.